# マルファッティの円

マルファッティの円

幾何学におけるマルファッティの円（マルファッティのえん）は、それぞれが三角形の2辺に接し互いに外接する3つの円の名称である。名前はこの円を（誤った予想と共に）初期に研究したジアン・フランチェスコ・マルファッティ(en)に由来する。
マルファッティの問題という言葉は、「マルファッティの円を作図する」「三角形内で合計面積が最大となる3つの円を求める」という2通りの意味で使用される。

## マルファッティの問題

正三角形におけるマルファッティの円と最大面積の円。ただし、右図においては、小さな円をひとつ無視する。

1803年にマルファッティは、「大理石の三角柱から3つの円柱を切り出し、その合計体積を最大にする」という問題を提起した。彼は、マルファッティの円が最適解を示すと予想していた。
マルファッティの問題はイタリア語で出版されたため、多くの人の目には止まらなかった。フランスのジェルゴンヌが Annales(fr)1810-11 に取り上げたことで、約10号にわたって議論が続けられた。ただし、ジェルゴンヌはこの問題を最大面積の問題ではなく円の接触に関する問題として紹介したため、最大面積の結論にはたどり着いていない。
Lob and Richmond (1930) によって、マルファッティの予想が間違いだと示された。彼らはイタリア語の原典を確認し、最大面積の問題を研究した。彼らは貪欲法によって得られる3つの円がマルファッティの円の面積を上回ることがあるのを見つけた。正三角形において面積差は1%程度である。ハワード・イーブズは、頂角が狭い二等辺三角形の場合、貪欲法で得られる円の面積がマルファッティの円の面積の約2倍になることを見つけた。
Goldberg (1967)は、任意の三角形において Lob とリッチモンドの方法がマルファッティの円よりも大きい円を与えることを示した。Zalgaller and Los' (1994)は、円の置き方を分類することで任意の三角形に対して最大面積の円を見つける方法を示した。1997年に Melissen は博士論文で、任意の n に対し最大面積を与えるn個の円が貪欲法で求められると予想し、n ≤ 3 で正しいことが知られている。

## 歴史
18世紀に日本の安島直円がこのような問題を研究している。この研究は安島の死後弟子の日下誠によってまとめられている。更に古い記録として、1384年に Gilio di Cecco da Montepulciano が書いたと思われる記録がシエーナの図書館で見つかっている。

## シュタイナーの作図

シュタイナーによる作図法

初期の構成法では解析幾何学がよく用いられていた。1826年にヤコブ・シュタイナーは統合幾何学を用いた以下の方法を与えている。
三角形の2辺に接する円の中心は、角の二等分線（図の緑色の線）上にある。角の2等分線によって三角形は3つの部分に分けられる。この小さい三角形それぞれの内接円（図の点線の円）を描く。これらの円の2つを通る共通内接線は2本ずつあるが、角の2等分線でないものを図に赤の点線で示した。三角形の3辺を a, b, c とし、赤い点線を x, y, z とする。ここで、x は a に接しない2円の共通接線とし、y, z も同様とする。3つの四角形 abyx, aczx, bczy の内接円が求めるマルファッティの円である。共通接線が辺と交わる点は、もう1つの円と辺の接点でもある。その点が角の2等分線に対して対称の位置にある点は、内接円の中心同士を結ぶ線上にある。

## 半径の大きさ
マルファッティの円の半径は、3辺の長さを a, b, c、内接円の半径を r、周長の半分を s = (a + b + c)/2、内心から長さ a, b, c の辺に向かい合う各頂点までの距離をそれぞれ d, e, f としたとき、以下の式で表すことができる。
{\displaystyle r_{1}={\frac {r}{2(s-a)}}(s+d-r-e-f),}
{\displaystyle r_{2}={\frac {r}{2(s-b)}}(s+e-r-d-f),}
{\displaystyle r_{3}={\frac {r}{2(s-c)}}(s+f-r-d-e).}
この式は 1811年にマルファッティが発表している。
この式は有理式なので、3辺と内接円の半径と内心から各頂点への距離がすべて有理数であれば、マルファッティの円の半径も有理数になる。たとえば、3辺が 28392, 21000, 25872 であれば内接円の半径は 6930 であり、マルファッティの円の半径は 3969, 4900, 4356 となる。また、3辺を 152460, 165000, 190740 とすれば内接円の半径は 47520 であり、マルファッティの円の半径は 27225, 30976, 32400 となる。

## 安島-マルファッティ点

第1安島-マルファッティ点

与えられた三角形 ABC のマルファッティの円同士の接点を D, E, F とする。ただし、D を BC に接する2円の接点とする。このとき AD, BE, CF は1点で交わる。この交点を「第1安島-マルファッティ点」と呼ぶ。三角形の3つの傍心を IA, IB, IC としたとき、IAD, IBE, ICF の交点を「第2安島-マルファッティ点」と呼ぶ。